# Sistema
Un sistema (del latín systēma, y este del griego σύστημα sýstēma 'reunión, conjunto, agregado') es «un objeto complejo cuyas partes o componentes se relacionan con al menos alguno de los demás componentes»; ya sea conceptual o material. Todos los sistemas tienen composición, estructura y entorno, pero solo los sistemas materiales tienen mecanismos (o procesos), y solo algunos sistemas materiales tienen figura.

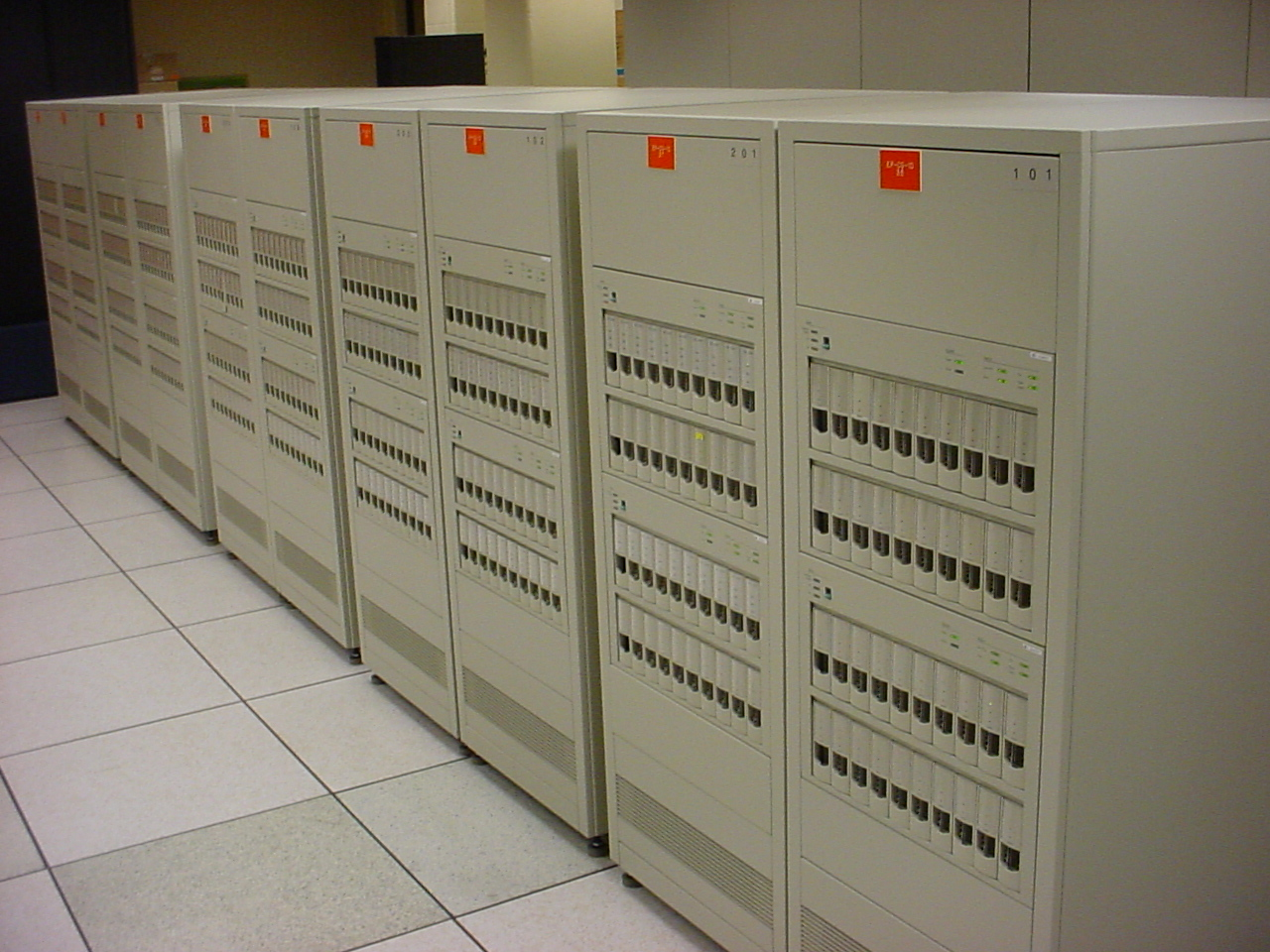
Sistemas de NCR Teradata Worldmark 5100 Unix Storage.

Según el sistemismo, todos los objetos son sistemas o componentes de otro sistema. Por ejemplo, un núcleo atómico es un sistema material físico compuesto de protones y neutrones relacionados por la interacción nuclear fuerte; una molécula es un sistema material químico compuesto de átomos relacionados por enlaces químicos; una célula es un sistema material biológico compuesto de orgánulos relacionados por enlaces químicos no-covalentes y rutas metabólicas; una corteza cerebral es un sistema material biológico compuesto de neuronas relacionadas por potenciales de acción y neurotransmisores; un ejército es un sistema material social y parcialmente artificial compuesto de personas y artefactos relacionados por el mando, el abastecimiento, la comunicación y la guerra; el anillo de los números enteros es un sistema conceptual algebraico compuesto de números positivos, negativos y el cero relacionados por la suma y la multiplicación; y una teoría científica es un sistema conceptual lógico compuesto de hipótesis, definiciones y teoremas relacionados por la correferencia y la deducción.
Un sistema es un conjunto de elementos interrelacionados entre sí para lograr un mismo objetivo. Los componentes de sistema son:
- Entradas: Datos, información, insumos que ingresan al sistema.
- Procesos: Cambios que se producen a las entradas para generar salidas, resultados del sistema.
- Salidas: Resultados de los procesos realizados en el sistema.

## Historia
Según Marshall McLuhan,

"Sistema" significa "algo que mirar". Debes tener un gradiente visual muy alto para tener sistematización. Pero en filosofía, antes de Descartes, no había "sistema". Platón no tenía "sistema". Aristóteles no tenía "sistema".

En el siglo XIX, el físico francés Nicolas Léonard Sadi Carnot, que estudió termodinámica, fue pionero en el desarrollo del concepto de "sistema" en las ciencias naturales. En 1824 estudió el sistema que llamó la "sustancia de trabajo" (típicamente un cuerpo de vapor de agua) en la máquina de vapor, en lo que respecta a la capacidad del sistema para realizar trabajo cuando se le aplica calor. La sustancia de trabajo podría ponerse en contacto con una caldera, un depósito frío (una corriente de agua fría) o un pistón (sobre el cual el cuerpo de trabajo podría trabajar empujándolo). En 1850, el físico alemán Rudolf Clausius generalizó esta imagen para incluir el concepto de entorno y comenzó a utilizar el término "cuerpo de trabajo" al referirse al sistema.
El biólogo Ludwig von Bertalanffy se convirtió en uno de los pioneros  de la teoría general de sistemas. En 1945 introdujo "modelos, principios y leyes que se aplican a sistemas generalizados o sus subclases, independientemente de su tipo particular, la naturaleza de sus elementos componentes y la relación o 'fuerzas' entre ellos".
Norbert Wiener y Ross Ashby, quienes fueron pioneros en el uso de las matemáticas para estudiar sistemas, llevaron a cabo un desarrollo significativo en el concepto de "sistema".
En la década de 1980 John Henry Holland, Murray Gell-Mann y otros acuñaron el término sistema adaptativo complejo en el Instituto de Santa Fe interdisciplinario.

## Conceptos

Los sistemas abiertos tienen flujos de entrada y salida, lo que representa intercambios de materia, energía o información con su entorno.

Entorno y límites
La teoría de sistemas ve el mundo como un sistema complejo de partes interconectadas. Uno abarca un sistema definiendo su límite; esto significa elegir qué entidades están dentro del sistema y cuáles están fuera, parte del entorno. Se pueden hacer representaciones simplificadas (modelos) del sistema para comprenderlo y predecir o afectar su comportamiento futuro. Estos modelos pueden definir la estructura y el comportamiento del sistema.
Sistemas naturales y artificiales
Existen sistemas naturales y artificiales (diseñados). Los sistemas naturales pueden no tener un objetivo aparente, pero un observador puede interpretar su comportamiento como intencionado. Los sistemas hechos por el hombre están hechos con varios propósitos que se logran mediante alguna acción realizada por o con el sistema. Las partes de un sistema deben estar relacionadas; deben estar "diseñados para funcionar como una entidad coherente"; de lo contrario, serían dos o más sistemas distintos.
Marco teórico
La mayoría de los sistemas son sistemas abiertos, que intercambian materia y energía con sus respectivos alrededores; como un coche, una cafetera, o la Tierra. Un sistema cerrado intercambia energía, pero no materia, con su entorno; como un ordenador o el proyecto Biosphere 2. Un sistema aislado no intercambia ni materia ni energía con su entorno. Un ejemplo teórico de tal sistema es el Universo.
Proceso y proceso de transformación
Un sistema abierto también puede verse como un proceso de transformación acotado, es decir, una caja negra que es un proceso o colección de procesos que transforman entradas en salidas. Los insumos se consumen; se producen salidas. El concepto de entrada y salida aquí es muy amplio. Por ejemplo, una salida de un barco de pasajeros es el movimiento de personas desde la salida hasta el destino.
Modelo de sistema
Un sistema consta de múltiples vistas. Los sistemas creados por el hombre pueden tener vistas tales como concepto, análisis, diseño, implementación, implementación, estructura, comportamiento, datos de entrada y vistas de datos de salida. Se requiere un modelo de sistema para describir y representar todas estas vistas.
Arquitectura de sistemas
Una arquitectura de sistemas, que utiliza un solo modelo integrado para la descripción de múltiples vistas, es una especie de modelo de sistema.

### Subsistema
Un subsistema es un conjunto de elementos, que es un sistema en sí mismo y un componente de un sistema más grande. La familia IBM Mainframe Job Entry Subsystem (JES1, JES2, JES3, y sus predecesores HASP/ASP) son ejemplos. Los "elementos" principales que tienen en común son los componentes que manejan la entrada, la programación, el "spooling" y la salida; también tienen la capacidad de interactuar con operadores locales y remotos.
Una descripción de subsistema es un objeto del sistema que contiene información que define las características de un entorno operativo controlado por el sistema. Las pruebas de datos se realizan para verificar la exactitud de los datos de configuración de subsistemas individuales (p. ej., longitud de MA, perfil de velocidad estática, etc.) y se relacionan con un solo subsistema para probar su aplicación específica (SA).

## Análisis
Hay muchos tipos de sistemas que se pueden analizar tanto cuantitativamente como cualitativamente. Por ejemplo, en un análisis de la dinámica de los sistemas urbanos, A .W. Steiss definió cinco sistemas que se cruzan, incluido el subsistema físico y el sistema de comportamiento. Para los modelos sociológicos influenciados por la teoría de sistemas, sistemas de Kenneth D. Bailey definidos en términos de conceptual, concreto, y sistemas abstractos, ya sea aislado, cerrado, o abierto. Walter F. Buckley definió los sistemas en sociología en términos de mecánica, orgánico y modelos de procesos. Bela H. Banathy advirtió que para cualquier investigación sobre un sistema, la comprensión de su tipo es crucial, y definió "natural" y "diseñado", i así como sistemas artificiales. Por ejemplo, los sistemas naturales incluyen sistemas subatómicos, sistemas vivos, el Sistema Solar, galaxias y el Universo, mientras que los sistemas artificiales los sistemas incluyen estructuras físicas hechas por el hombre, híbridos de sistemas naturales y artificiales, y conocimiento conceptual. Los elementos humanos de organización y funciones se enfatizan con sus correspondientes sistemas abstractos y representaciones.
Los sistemas artificiales tienen inherentemente un gran defecto: deben basarse en uno o más supuestos fundamentales sobre los cuales se construye el conocimiento adicional. Esto está en estricta alineación con los teoremas de incompletitud de Gödel. El sistema artificial puede definirse como un "sistema formalizado consistente que contiene aritmética elemental". Estas suposiciones fundamentales no son inherentemente perjudiciales, pero por definición deben asumirse como verdaderas, y si son realmente falsas, entonces el sistema no es tan estructuralmente integral como se supone (es decir, es evidente que si la expresión inicial es falsa, entonces el sistema artificial no es un "sistema formalizado consistente"). Por ejemplo, en geometría esto es muy evidente en la postulación de teoremas y la extrapolación de pruebas de ellos.
George J. Klir sostuvo que ninguna "clasificación es completa y perfecta para todos los propósitos", y definió los sistemas como abstractos, los sistemas físicos reales y conceptuales, acotados e sistemas ilimitados, discretos a continuos, de pulsos a sistemas híbridos, etc. Las interacciones entre los sistemas y sus entornos se clasifican como relativamente cerrados y sistemas abiertos. Parece muy improbable que pueda existir un sistema absolutamente cerrado o, si existiera, que pudiera ser conocido por el homsistemas físicosptibles de métodos como ingeniería de sistemas, investigación de operaciones y análisis de sistemas cuantitativos - y sistemas "blandos" que involucran a personas y organizaciones, comúnmente asociados con conceptos desarrollados por Peter Checkland y Brian Wilson a través de Metodología de sistemas blandos (SSM) que involucra métodos como investigación de acción y énfasis en la participación diseños donde los sistemas duros pueden identificarse como más "científicos", la distinción entre ellos es a menudo difícil de alcanzar.

## Sistemas conceptuales
Un sistema conceptual, sistema formal o sistema ideal es un constructo compuesto por conceptos de cuatro diferentes tipos:
1. Individuos, por ejemplo: {\displaystyle ~x,1,x+1},
2. Predicados, relatores o atributos, ejemplo: {\displaystyle ~P(\cdot ),=,\in };
3. conjuntos, por ejemplo: {\displaystyle ~\{1\},\mathbb {N} ,\varnothing }; y
4. operadores, por ejemplo: {\displaystyle ~+,\forall ,{\mathcal {H}}} (el hamiltoniano cuántico).

Así, los conceptos no son sistemas conceptuales, sino solo componentes de sistemas conceptuales. Sí son sistemas conceptuales
1. Los esquemas proposicionales, por ejemplo: {\displaystyle ~P(x)};
2. Las proposiciones, por ejemplo: {\displaystyle ~P(1)};
3. Las estructuras algebraicas, por ejemplo: {\displaystyle ~\langle \mathbb {Z} ,+,\times \rangle }; y
4. Los contextos, por ejemplo: una teoría.

## Sistemas materiales
Un sistema material, sistema concreto o sistema real es una cosa compuesta por dos o más cosas relacionadas, que posee propiedades que no poseen sus componentes, llamadas propiedades emergentes; por ejemplo, la tensión superficial es una propiedad emergente que poseen los líquidos pero que no poseen sus moléculas componentes. Al ser cosas, los sistemas materiales poseen las propiedades de las cosas, como tener energía (e intercambiarla), tener historia, yuxtaponerse con otras cosas y ocupar una posición en el espacio tiempo.
El esfuerzo por encontrar leyes generales del comportamiento de los sistemas materiales es el que funda la teoría de sistemas y, más en general, el enfoque de la investigación científica a la que se alude como sistemismo, sistémica o pensamiento sistémico, en cuyo marco se encuentran disciplinas y teorías como la cibernética, la teoría de la información, la teoría del caos, la dinámica de sistemas y otras.

### La ciencia como sistema
Cualquier ciencia o disciplina del saber puede considerarse como sistema si explica una parte más o menos extensa del saber humano. Tal es la idea del filósofo español José Ortega y Gasset en su obra La Historia como sistema en la que se refiere a que la historia es un sistema (explicativo, se entiende) que permite comprender el presente. La misma idea ha sido expresada por otros autores.

### Análisis CEEM
El análisis más sencillo del concepto de sistema material es el que incluye los conceptos de composición, entorno, estructura y mecanismo (CEEM, por sus siglas). La composición de un sistema es el conjunto de sus partes componentes. El entorno o ambiente de un sistema es el conjunto de las cosas que actúan sobre los componentes del sistema, o sobre las que los componentes del sistema actúan. La estructura interna o endoestructura de un sistema es el conjunto de relaciones entre los componentes del sistema. La estructura externa o exoestructura de un sistema es el conjunto de relaciones entre los componentes del sistema y los elementos de su entorno. La estructura total de un sistema es la unión de su exoestructura y su endoestructura. Las relaciones más importantes son los vínculos o enlaces, aquellas que afectan a los componentes relacionados; las relaciones espaciotemporales no son vínculos. El mecanismo de un sistema es el conjunto de procesos internos que lo hacen cambiar algunas propiedades, mientras que conserva otras.
Además, la frontera de un sistema es el conjunto de componentes que están directamente vinculados (sin nada interpuesto) con los elementos de su entorno. La frontera de un sistema físico puede ser rígida o móvil, permeable o impermeable, conductor térmico (adiabática) o no, conductor eléctrico o no, e incluso puede ser aislante de frecuencias de audio. Además, algunos sistemas tienen figura (forma); pero no todo sistema con frontera tiene necesariamente figura. Si hay algún intercambio de materia entre un sistema físico y su entorno a través de su frontera, entonces el sistema es abierto; de lo contrario, el sistema es cerrado. Si un sistema cerrado tampoco intercambia energía, entonces el sistema es aislado. En rigor, el único sistema aislado es el universo. Si un sistema posee la organización necesaria para controlar su propio desarrollo, asegurando la continuidad de su composición y estructura (homeostasis) y la de los flujos y transformaciones con que funciona (homeorresis) —mientras las perturbaciones producidas desde su entorno no superen cierto grado—, entonces el sistema es autopoyético.